# 默瑟鎮區 (伊利諾伊州默瑟縣)
默瑟鎮區（英語：Mercer Township）是位於美國伊利諾伊州默瑟縣的一個行政鎮區。

## 地方資料
根據2010年美國人口普查的數據，默瑟鎮區的面積為91.90平方千米，當中陸地面積為91.70平方千米，而水域面積為0.20平方千米。當地共有人口647人，而人口密度為每平方千米7.04人。